# Николаев, Пётр Степанович
Пётр Степанович Николаев (1828 или 1830 — 1894) — генерал-лейтенант русской императорской армии.

## Биография
По разным сведениям, родился в 1828 или 1830 году в семье наказного атамана Кавказского линейного казачьего войска С. С. Николаева.
Воспитывался в Пажеском корпусе при выпуске из которого 14 августа 1847 года был произведён в корнеты Лейб-гвардии Казачьего полка. С 6 декабря 1851 года — поручик, с 11 апреля 1855 года — штабс-ротмистр. В 1856 году был назначен адъютантом к главнокомандующему Отдельного Кавказского корпуса. Принимал участие в военных действиях и в 1858 году был награждён орденом Св. Анны 3-й степени с мечами и бантом; 12 апреля 1859 года произведён в ротмистры, 17 апреля 1862 года — в полковники и 25 декабря того же года назначен адъютантом к Его Императорскому Высочеству Главнокомандующему Кавказской армией. С 19 июля 1866 года командовал 1-я бригадой Кубанского Казачьего войска; бригаду сдал 11 сентября 1867 года. 
С 4 октября 1869 года по 8 ноября 1873 года числился по роду оружия, без должности; с 11 марта 1873 года — генерал-майор; 8 ноября вышел в отставку.
Во время турецкой войны 19 мая 1877 года он снова поступил на службу, и был назначен командиром сводной казачьей бригады, которой он командовал до 22 июня 1878 года. Затем состоял в распоряжении командующего войсками Киевского военного округа, с 26 августа по 21 мая 1879 года был начальником Киевского и Белоцерковского отделения.
23 ноября 1891 года с производством в генерал-лейтенанты был зачислен по Войску Донскому.
Опубликовал воспоминания о князе А. И. Барятинском и М. И. Глинке.
Умер 27 марта (8 апреля) 1894 года; похоронен на Лужском городском кладбище. О. Р. Фрейман отметил, что наряду с сообщениями о его смерти в газетах и «Русском календаре» за 1895 год, сведения о нём были размещены в 1896 году в Списках генералам по старшинству.
Имел дочь Евдокию, ставшей женой генерал-майора, начальника Кубанской инженерной дистанции Владимира Владимировича Куна (16.06.1849 — после 1903). 

## Награды
- орден Св. Анны 3-й ст. с мечами и бантом (1858)
- орден Св. Станислава 2-й ст. с мечами (1860; императорская корона к ордену —1864)
- орден Св. Анны 2-й ст. с мечами (1865)
- орден Св. Владимира 3-й ст. (1879)
- орден Св. Станислава 1-й ст. (1886)
- персидский орден Льва и Солнца 2-й ст. со звездой (1865)